# Giorgio Bassi
Giorgio Bassi (* 20. Januar 1934 in Mailand) ist ein ehemaliger italienischer Automobilrennfahrer.

## Karriere
Giorgio Bassi nahm nur an einem Rennen zur Automobil-Weltmeisterschaft teil. Am 16. September 1965 startete er vom 22. Startplatz in den Großen Preis von Italien in Monza. Sein BRM P57, gemeldet von der Scuderia Centro Sud, fiel bereits in der neunten Runde mit einem Motorschaden aus.
Bassi fuhr in erster Linie in der italienischen Formel-3-Meisterschaft mit einem Tomaso-Ford. Erwähnenswert ist ein dritter Platz beim Rennen in Monza 1964. Ein weiteres Ergebnis bei einem internationalen Rennen konnte Bassi erreichen: Er wurde 1965, mit seinem Teampartner Giorgio Pianta, auf einem ASA 1000 Siebzehnter im Gesamtklassement der Targa Florio, und gewann die Klasse bis 1000 cm³.

## Statistik

### Statistik in der Automobil-Weltmeisterschaft
Diese Statistik umfasst alle Teilnahmen des Fahrers an der Automobil-Weltmeisterschaft, die heutzutage als Formel-1-Weltmeisterschaft bezeichnet wird.

#### Gesamtübersicht
| Saison | Team                | Chassis | Motor      | Rennen | Siege | Zweiter | Dritter | Poles | schn. Rennrunden | Punkte | WM-Pos. |
| ------ | ------------------- | ------- | ---------- | ------ | ----- | ------- | ------- | ----- | ---------------- | ------ | ------- |
| 1965   | Scuderia Centro Sud | BRM P57 | BRM 1.5 V8 | 1      | −     | −       | −       | −     | −                | −      | −       |
| Gesamt | Gesamt              | Gesamt  | Gesamt     | 1      | −     | −       | −       | −     | −                | −      |         |

#### Einzelergebnisse
| Saison | 1 | 2 | 3 | 4 | 5 | 6 | 7   | 8 | 9 | 10 |
| ------ | - | - | - | - | - | - | --- | - | - | -- |
| 1965   |   |   |   |   |   |   |     |   |   |    |
|        |   |   |   |   |   |   | DNF |   |   |    |

| Legende  | Legende            | Legende                                                          |
| Farbe    | Abkürzung          | Bedeutung                                                        |
| -------- | ------------------ | ---------------------------------------------------------------- |
| Gold     | –                  | Sieg                                                             |
| Silber   | –                  | 2. Platz                                                         |
| Bronze   | –                  | 3. Platz                                                         |
| Grün     | –                  | Platzierung in den Punkten                                       |
| Blau     | –                  | Klassifiziert außerhalb der Punkteränge                          |
| Violett  | DNF                | Rennen nicht beendet (did not finish)                            |
| Violett  | NC                 | nicht klassifiziert (not classified)                             |
| Rot      | DNQ                | nicht qualifiziert (did not qualify)                             |
| Rot      | DNPQ               | in Vorqualifikation gescheitert (did not pre-qualify)            |
| Schwarz  | DSQ                | disqualifiziert (disqualified)                                   |
| Weiß     | DNS                | nicht am Start (did not start)                                   |
| Weiß     | WD                 | zurückgezogen (withdrawn)                                        |
| Hellblau | PO                 | nur am Training teilgenommen (practiced only)                    |
| Hellblau | TD                 | Freitags-Testfahrer (test driver)                                |
| ohne     | DNP                | nicht am Training teilgenommen (did not practice)                |
| ohne     | INJ                | verletzt oder krank (injured)                                    |
| ohne     | EX                 | ausgeschlossen (excluded)                                        |
| ohne     | DNA                | nicht erschienen (did not arrive)                                |
| ohne     | C                  | Rennen abgesagt (cancelled)                                      |
| ohne     | keine WM-Teilnahme |                                                                  |
| sonstige | P/fett             | Pole-Position                                                    |
| sonstige | 1/2/3/4/5/6/7/8    | Punktplatzierung im Sprint-/Qualifikationsrennen                 |
| sonstige | SR/kursiv          | Schnellste Rennrunde                                             |
| sonstige | *                  | nicht im Ziel, aufgrund der zurückgelegten Distanz aber gewertet |
| sonstige | ()                 | Streichresultate                                                 |
| sonstige | unterstrichen      | Führender in der Gesamtwertung                                   |

### Le-Mans-Ergebnisse
| Jahr | Team         | Fahrzeug         | Teamkollege         | Platzierung | Ausfallgrund  |
| ---- | ------------ | ---------------- | ------------------- | ----------- | ------------- |
| 1961 | Abarth & Cie | Fiat-Abarth 700S | Giancarlo Rigamonti | Ausfall     | Lichtmaschine |

### Einzelergebnisse in der Sportwagen-Weltmeisterschaft
| Saison | Team                   | Rennwagen       | 1   | 2   | 3   | 4   | 5   | 6   | 7   | 8   | 9   | 10  | 11  | 12  | 13  | 14  | 15  | 16  | 17  | 18  | 19  | 20  |
| ------ | ---------------------- | --------------- | --- | --- | --- | --- | --- | --- | --- | --- | --- | --- | --- | --- | --- | --- | --- | --- | --- | --- | --- | --- |
| 1955   |                        | Fiat 1100       | BUA | SEB | MIM | LEM | RTT | TAR |     |     |     |     |     |     |     |     |     |     |     |     |     |     |
| 1955   |                        | Fiat 1100       | DNF |     |     |     |     |     |     |     |     |     |     |     |     |     |     |     |     |     |     |     |
| 1961   | Abarth                 | Fiat-Abarth 700 | SEB | TAR | NÜR | LEM | PES |     |     |     |     |     |     |     |     |     |     |     |     |     |     |     |
| 1961   | Abarth                 | Fiat-Abarth 700 | DNF |     |     |     |     |     |     |     |     |     |     |     |     |     |     |     |     |     |     |     |
| 1965   | Scuderia Sant Ambroeus | ASA RB613       | DAY | SEB | BOL | MON | MON | RTT | TAR | SPA | NÜR | MUG | ROS | LEM | REI | BOZ | FRE | CCE | OVI | NÜR | BRI | BRI |
| 1965   | Scuderia Sant Ambroeus | ASA RB613       |     |     |     | 18  |     |     |     |     |     |     |     |     |     |     |     |     |     |     |     |     |
| 1967   | Enrico Passolini       | Matra Djet      | DAY | SEB | MON | SPA | TAR | NÜR | LEM | HOK | MUG | BRH | CCE | ZEL | OVI | NÜR |     |     |     |     |     |     |
| 1967   | Enrico Passolini       | Matra Djet      | 19  |     |     |     |     |     |     |     |     |     |     |     |     |     |     |     |     |     |     |     |